# Rivales (film, 1925)
Pour le film de Denise Di Novi sorti en 2017, voir Rivales.
Pour plus de détails, voir Fiche technique et Distribution.

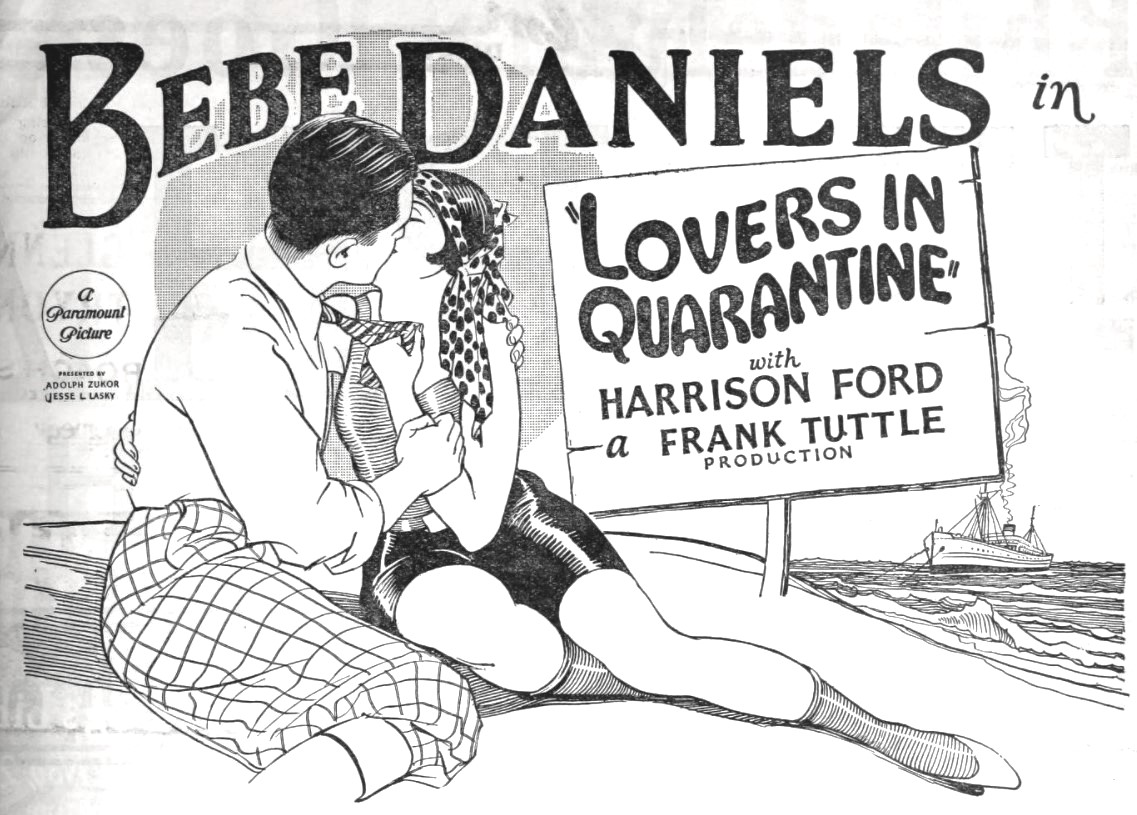
Annonce pour le film dans le magazine Film Daily.

Rivales (titre original : Lovers in Quarantine) est un film américain réalisé par Frank Tuttle, sorti en 1925.

## Synopsis
Fiancée à l'explorateur Anthony Blunt, Pamela Gordon se lasse de l'attendre, et finit par se fiancer avec MackIntosh Josephs. Blunt revient, et ils décident de s'enfuir aux Bermudes. Pour tromper MackIntosh, Pamela demande à Blunt de faire semblant de faire l'amour avec sa sœur, Diana. Elle enferme Pamela dans un placard et monte à sa place à bord du navire. Le lendemain, Blunt découvre la supercherie. Pour se venger, Diana, utilisant le trousseau de sa sœur, se transforme en la femme la plus populaire du navire. Blunt devient alors jaloux.

## Fiche technique
- Réalisation : Frank Tuttle
- Scénario : Townsend Martin, Luther Reed d'après Quarantine de F. Tennyson Jesse[1]
- Producteurs : Adolph Zukor, Jesse Lasky
- Photographie : J. Roy Hunt
- Distributeur : Paramount Pictures
- Pays de production :  États-Unis
- Durée : 7 bobines[2]
- Date de sortie : 
  - États-Unis : 11 octobre 1925

## Distribution
- Bebe Daniels : Diana
- Harrison Ford : Anthony Blunt
- Alfred Lunt : Mackintosh Josephs
- Eden Gray : Pamela Gordon
- Edna May Oliver : Amelia Pincent
- Diana Kane : Lola
- Ivan F. Simpson : The Silent Passenger
- Marie Shotwell : Mrs. Borroughs
- Gunboat Smith : rôle mineur